# Теково
Те́ково (укр. Теково) — село в Королёвской поселковой общине Береговского района Закарпатской области Украины.
Население по переписи 2001 года составляло 1546 человек. Почтовый индекс — 90343. Телефонный код — 03143. Занимает площадь 4,837 км². Код КОАТУУ — 2121285001.